# ニュースジャスト
『ニュースジャスト』は群馬テレビで2009年4月6日に放送を開始したニュース番組。同局のニュース番組統一ブランドでもある。

## 概要
2009年4月期改編（4月6日実施）において各時間帯の『GTVニュース』から『ニュースジャスト』に変更し、テロップも統一させた。
2010年10月1日より、ハイビジョン化された。
2011年1月11日より、『モーニングジャスト』が30分短縮となり、『ニュースジャスト800』・『お天気マップ』がスタートした。
2012年3月2日をもって『ニュースジャスト930』終了。
2012年3月5日より、『ニュースeye8』を放送開始。テロップはこの番組に準じたものとなり、『ニュースジャスト』の統一ブランドは事実上廃止となった。

## 放送中の番組
『ニュースジャスト』シリーズ

### ニュースジャスト815

#### 概要
2011年1月11日、『モーニングジャスト』の放送時間が30分短縮されたことにより放送を開始した。『ニュースジャスト800』として放送を開始した。ただし、ニュースの内容は『モーニングジャスト』と同じであった。（なお、『モーニングジャスト』は2011年7月1日に終了。）
2016年10月3日より、放送時間を15分繰り下げて、『ニュースジャスト815』として放送している。
2022年7月8日をもって放送終了。

#### 放送時間
| 期間      | 期間      | タイトル名          | 放送時間                 |
| --------- | --------- | ------------------- | ------------------------ |
| 2011.1.11 | 2016.9.30 | ニュースジャスト800 | 平日 8:00 - 8:15（15分） |
| 2016.10.3 | 2022.7.8  | ニュースジャスト815 | 平日 8:15 - 8:30（15分） |

### ニュースジャスト6
当項を参照のこと。

### サタデーニュースジャスト

#### 概要
2009年4月11日、週末版の『GTVニュース』の後継番組として放送を開始した。
2011年7月9日、放送時間を10分短縮した。
2015年4月11日、放送時間を10分拡大し、初期の20分放送に戻った。
2017年4月8日、放送時間を5分短縮した。
2020年4月4日、放送時間が3年ぶりに20分間に戻された。

#### 放送時間
| 期間      | 期間      | 放送時間                   |
| --------- | --------- | -------------------------- |
| 2009.4.11 | 2011.7.2  | 土曜 18:00 - 18:20（20分） |
| 2011.7.9  | 2015.4.4  | 土曜 18:00 - 18:10（10分） |
| 2015.4.11 | 2017.4.1  | 土曜 18:00 - 18:20（20分） |
| 2017.4.8  | 2020.3.28 | 土曜 18:00 - 18:15（15分） |
| 2020.4.4  | 現在      | 土曜 18:00 - 18:20（20分） |

### サンデーニュースジャスト

#### 概要
2009年4月12日、週末版の『GTVニュース』の後継番組として放送を開始した。
2017年4月9日、放送時間を5分短縮した。
2020年4月5日、放送時間が3年ぶりに20分間に戻された。

#### 放送時間
| 期間      | 期間      | 放送時間                   |
| --------- | --------- | -------------------------- |
| 2009.4.12 | 2017.4.2  | 日曜 18:00 - 18:20（20分） |
| 2017.4.9  | 2020.3.29 | 日曜 18:00 - 18:15（15分） |
| 2020.4.5  | 現在      | 日曜 18:00 - 18:20（20分） |

その他の関連番組
- ひるポチッ! （平日 11:30 - 12:20）
- ニュースeye8 （平日 20:00 - 20:50）

## 過去の番組
『ニュースジャスト』シリーズ

### お昼のニュースジャスト

#### 放送時間
- 平日 12:45 - 12:55（2009年4月6日 - 2011年7月1日）

### ニュースジャスト930
- 平日 21:30 - 21:55（2009年4月6日 - 2012年3月2日）
  - 2012年3月2日をもって終了。実質『ニュースeye8』に統合。

### ニュースジャスト200

#### 概要
2011年7月1日、『お昼のニュースジャスト』が終了し、7月4日に午後のニュース枠が14時台に移設され、放送を開始した。
2014年10月6日より放送時間を繰り上げ、『ニュースジャスト155』として放送したが、実際の放送開始時刻は13:56であった。
2019年4月1日、再び14時台に戻されたことで『ニュースジャスト200』が復活した。
2020年4月17日をもって放送終了。

#### 放送時間
| 期間      | 期間      | タイトル名          | 放送時間                  |
| --------- | --------- | ------------------- | ------------------------- |
| 2011.7.4  | 2014.10.3 | ニュースジャスト200 | 平日 14:00 - 14:05（5分） |
| 2015.10.6 | 2019.3.29 | ニュースジャスト155 | 平日 13:56 - 14:00（4分） |
| 2019.4.1  | 2020.4.17 | ニュースジャスト200 | 平日 14:00 - 14:05（5分） |

その他の関連番組
- モーニングジャスト（平日 6:55 - 8:00）

## ニュースキャスター
- 群馬テレビアナウンサーのシフト制である。

## 備考
- 年末年始は放送を休止し、『GTVニュース』（18:00 - 18:20）を放送している。